# Oscar Panno
Oscar Roberto Panno (n. Buenos Aires 17 de marzo de 1935) es un ajedrecista argentino, Gran Maestro Internacional. Fue el primer ajedrecista argentino y sudamericano en alcanzar un título mundial de la FIDE. Una variante de la apertura India de Rey lleva su nombre: 1.d4 Cf6 2.c4 g6 3.Cc3 Ag7 4.Cf3 d6 5.g3 0-0 6.Ag2 Cc6 7.0-0 a6 8.h3 Tb8.

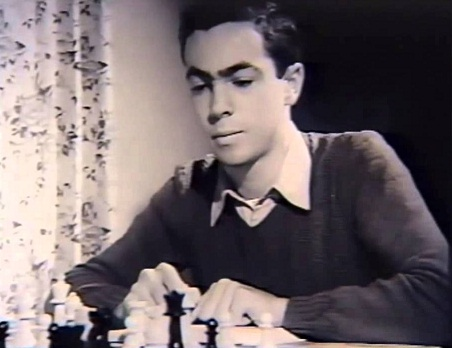
Oscar Panno en su juventud

Panno comenzó a practicar ajedrez en el Club Atlético River Plate en 1947, a la edad de 12 años. Ganó el Campeonato Mundial Junior de 1953 en Copenhague, y el campeonato argentino del mismo año. Volvió a ser campeón argentino en 1985 y 1992. Fue campeón sudamericano en 1957 (Río de Janeiro) y 1969 (Mar del Plata), y campeón panamericano en Bogotá 1958. Se convirtió en Maestro Internacional en 1953, y en Gran Maestro en 1955, a la edad de veinte años. Llegó a alcanzar un Elo de alrededor de 2580. En enero de 2008, virtualmente retirado de las competencias, su ELO era de 2429. 

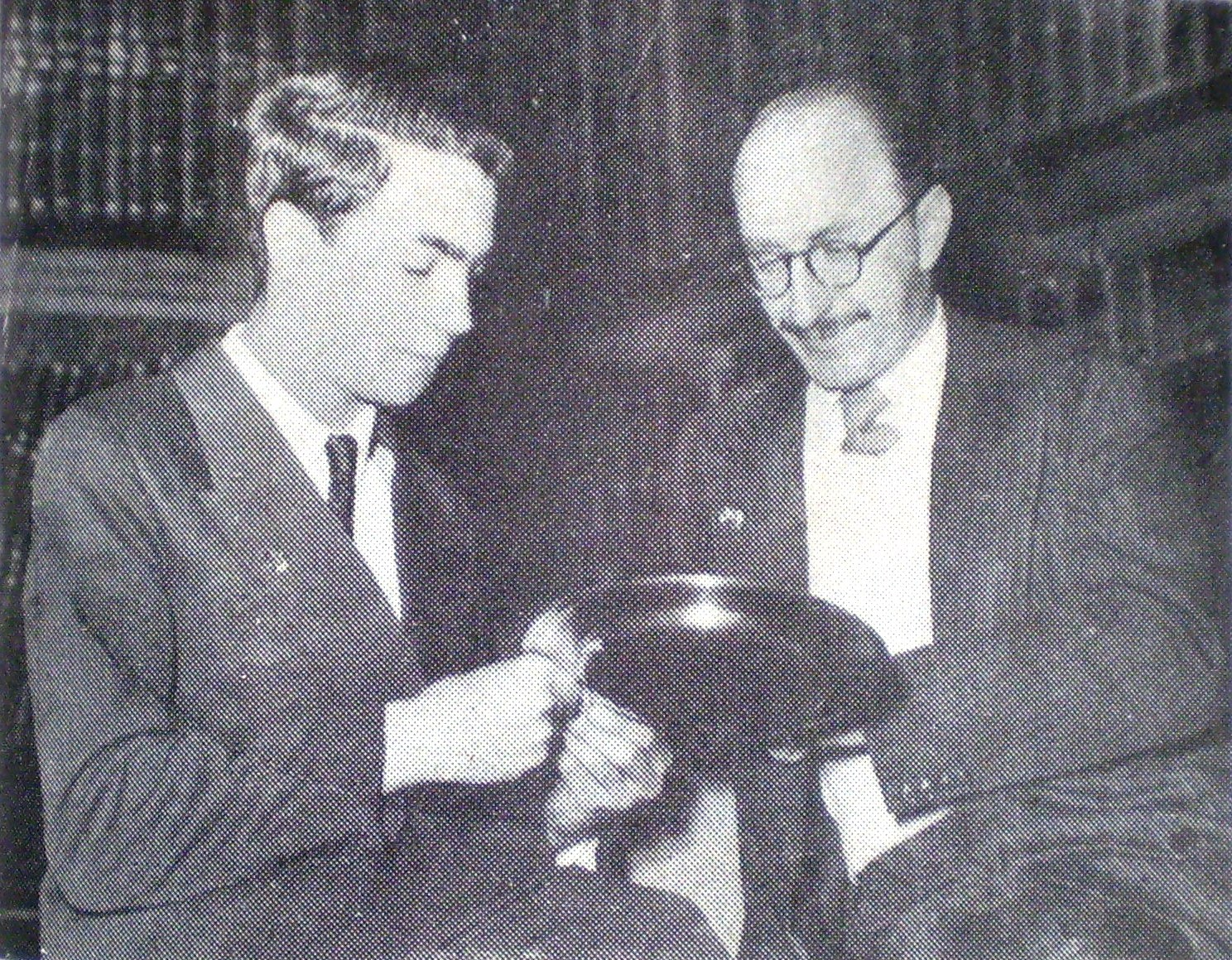
Panno (izq) Julio Bolbochán (der).

Fue considerado una de las grandes promesas del ajedrez de su época; entre sus derrotados aparecen figuras de primer nivel, o que alcanzarían luego puestos descollantes en el juego como Bent Larsen, Víktor Korchnói, Boris Spassky, Erich Eliskases, Lazslo Szabo, Lev Polugaievsky, Henrique Mecking. Sin embargo, entre 1958 y 1968 se dedicó activamente a su profesión de ingeniero civil, graduándose en la Universidad de Buenos Aires en 1962 y jugando solo en raras ocasiones. A su retorno a las competencias, ganó tres fuertes torneos: Buenos Aires 1968 (+8, =2, -1), Palma de Mallorca 1971 (+7, =8), y Palma de Mallorca 1972 (+6, =8, -1), alcanzando otros resultados importantes durante la década de 1970. Fue Medalla de Oro (segundo tablero) en la Olimpíada de La Habana (1966) y analista de Viktor Korchnoi en el encuentro que este sostuvo contra Anatoli Kárpov por el campeonato del mundo, en Baguío (Filipinas) en 1978. Representó a la Argentina en 11 Olimpíadas de ajedrez.
Promotor de los valores educativos del ajedrez, participa activamente en la docencia del juego enseñando, entre otros sitios, en el Círculo de Ajedrez de Villa Martelli, Club Atlético River Plate y en el Colegio Nacional de Buenos Aires desde 1983. En 1980 la Fundación Konex le otorgó un Diploma al Mérito como uno de los más importantes ajedrecistas de la historia en la Argentina. En julio de 2006 la Legislatura de Buenos Aires lo nombró "Personalidad Destacada de la Cultura". Durante la pandemia ocurrida en 2020 a causa del COVID-19, y con 85 años, el Maestro Panno inauguró su canal de internet en YouTube "Oscar Panno" donde brinda clases abiertas y en directo todos los sábados. En 2020 recibió la Mención Especial de los Premios Konex por su trayectoria.

Jugó célebres partidas con otros destacados grandes maestros, como la sostenida con Boris Spassky (Gotemburgo 1955) que se reproduce más abajo.
|       |    |       |       |       |       |       |       |       |  |
|       | a8 | b8 rd | c8 rd | d8 qd | e8    | f8    | g8    | h8 kd |  |
| a7 rl | b7 | c7    | d7    | e7    | f7    | g7    | h7    |       |  |
| a6    | b6 | c6    | d6    | e6    | f6    | g6    | h6    |       |  |
| a5    | b5 | c5    | d5 pl | e5 ql | f5    | g5    | h5    |       |  |
| a4    | b4 | c4    | d4    | e4 bd | f4    | g4 pl | h4    |       |  |
| a3    | b3 | c3    | d3    | e3    | f3    | g3    | h3 pl |       |  |
| a2    | b2 | c2    | d2    | e2 pl | f2 pl | g2    | h2    |       |  |
| a1    | b1 | c1    | d1    | e1    | f1    | g1 kl | h1    |       |  |
|       |    |       |       |       |       |       |       |       |  |

Oscar Panno (Argentina) v. Boris Spassky (URSS). Interzonal Gotemburgo, septiembre de 1955. Apertura Zukertort variante simétrica
1.Cf3 Cf6 2.g3 c5 3.Ag2 Cc6 4.c4 e5 5.Cc3 Ae7 6.0-0 0-0 7.d3 d6 8.Tb1 Tb8 9. a3 a6 10. Ce1 Ag4 11.b4 cxb4 12.axb4 d5 13.b5 axb5 14.cxd5 Cd4 15.h3 Ah5 16.g4 b4 17 .Ce4 Cxe4 18.dxe4 Ag6 19.Ad2 Cb5 20.Axb4 Axb4 21.Txb4 Da5 22.Cd3 Cc3 23.Dd2 Tfc8 24.Db2 f6 25.Ta1 Dc7 26.Ta7 Dd8 27.Tbxb7 Cxe4 28.Cxe5 fxe5 29.Axe4 Axe4 30.Txg7+ Rh8 31.Txh7+ Rg8 32.Th8+ Rxh8 33.Dxe5+  y las negras abandonan 1-0.